# Hôpital Nord-Ouest
L'Hôpital Nord-Ouest est une communauté hospitalière de territoire issue du rapprochement en 2009 des hôpitaux de Villefranche-sur-Saône et de Tarare, puis de ceux de Saint-Cyr-au-Mont-d'Or toujours en 2009, celui de Trévoux en 2012.
| \| Lyon Tarare Villefranche St-Cyr Trévoux \| Les centres de l'Hôpital Nord-Ouest. |
| Lyon Tarare Villefranche St-Cyr Trévoux                                            |

## Historique
L'Hôpital Nord-Ouest, communauté hospitalière de territoire au sens de la loi Hôpital, patients, santé et territoires (HPST) du 21 juillet 2009, a été fondé en 2009 par le rapprochement des hôpitaux de Villefranche-sur-Saône et de Tarare. L'hôpital de Saint-Cyr-au-Mont-d'Or puis en 2012 celui de Trévoux ont par la suite rejoint la communauté hospitalière de territoire.
La communauté hospitalière de territoire regroupe l'hôpital de Villefranche-sur-Saône, l'hôpital de Tarare, l'hôpital gériatrique du Val d'Azergues, l'hôpital de Grandris, l'EHPAD de la Clairière et la résidence Pierre-de-Beaujeu. L'objectif de la communauté hospitalière de territoire est de proposer une qualité de soin identique sur l'ensemble de son territoire.
La direction de la communauté est commune, sauf pour le centre hospitalier spécialisé de Saint-Cyr-au-Mont-d'Or, et est installée sur le site du centre hospitalier de Villefranche-sur-Saône. L'Hôpital Nord-Ouest possède une capacité d'accueil totale de 2 641 lits et places, 551 pour le champ « médecine-chirurgie-obstétrique », 70 pour les soins de longue durée, 156 pour les soins de suite et de réadaptation et 488 pour l’hébergement des personnes âgées dépendantes.
La loi de modernisation du système de santé du 26 janvier 2016 prévoit une nouvelle modalité de coopération obligatoire entre les établissements de santé à l'échelle d'un territoire : les Groupements hospitaliers de territoire (GHT).
A ce titre, depuis le 1er juillet 2016, l'Hôpital de Beaujeu (Rhône) et le Centre Hospitalier de Belleville (Rhône) font partie du GHT Rhône Nord Beaujolais Dombes, dont l'établissement support est l'Hôpital Nord-Ouest Villefranche-sur-Saône. Les autres établissements membres du GHT sont l'établissement de santé de proximité de Grandris, le Centre Hospitalier de Tarare (Rhône), le Centre Hospitalier de Trévoux, et le Centre Hospitalier Spécialisé de Saint-Cyr-au-Mont-d'Or. Les Hospices civils de Lyon sont associés au GHT. Les autres partenaires du GHT sont le Centre de lutte contre le cancer Léon Bérard, l'Hôpital de L'Arbresle, et le Centre Médical de Bayère.
Le GHT a pour objet notamment de renforcer la qualité de l'offre de soins au service des besoins de la population.
Le 15 février 2021, l’Hôpital Nord-Ouest est victime d'une cyberattaque de type rançongiciel par le cryptovirus Ryuk,. Les centres hospitaliers de Villefranche, Tarare et Trévoux sont touchés par l'attaque. 

## Chiffres Clés
L'Hôpital Nord-Ouest comptabilisait en 2018, 8 établissements parties au GHT, 2 641 lits et places, 3 426 salariés pour un budget de 320 millions d'euros, cette même année, 9 763 interventions ont été effectuées au bloc opératoire, 87 086 passages aux urgences, dont 26 843 aux urgences pédiatriques ainsi que 1 712 accouchements.
A Villefranche, 24 262 226 actes de biologie ont été effectués, et 536 000 repas ont été servis.

## Centre hospitalier de Tarare
Le centre hospitalier de Tarare est un centre hospitalier de proximité qui dessert un bassin de population d'environ 50 000 personnes. Près de 55 % des foyers de ce bassin vivent sous le seuil de pauvreté et le taux de chômage est de plus de 15 %. La zone de soin de proximité desservie par le centre hospitalier est la zone la plus en difficulté parmi les dix zones critiques de la région Rhône-Alpes. Près de 20 % des ménages ne disposent pas de véhicule pour se déplacer.
La capacité d'accueil de l'hôpital de Tarare est de 290 lits et places dont 60 pour le champ « médecine-chirurgie-obstétrique », 30 pour les soins de suite et de réadaptation et 200 pour l’hébergement des personnes âgées dépendantes au sein de l'EHPAD de la Clairière.

En 2012, l'hôpital de Tarare emploie 362,4 équivalents temps plein et le budget principal enregistrait un peu plus de 21 millions d'euros de produits. La même année, après rénovation du service des urgences, le site a vu l'installation d'un scanner.

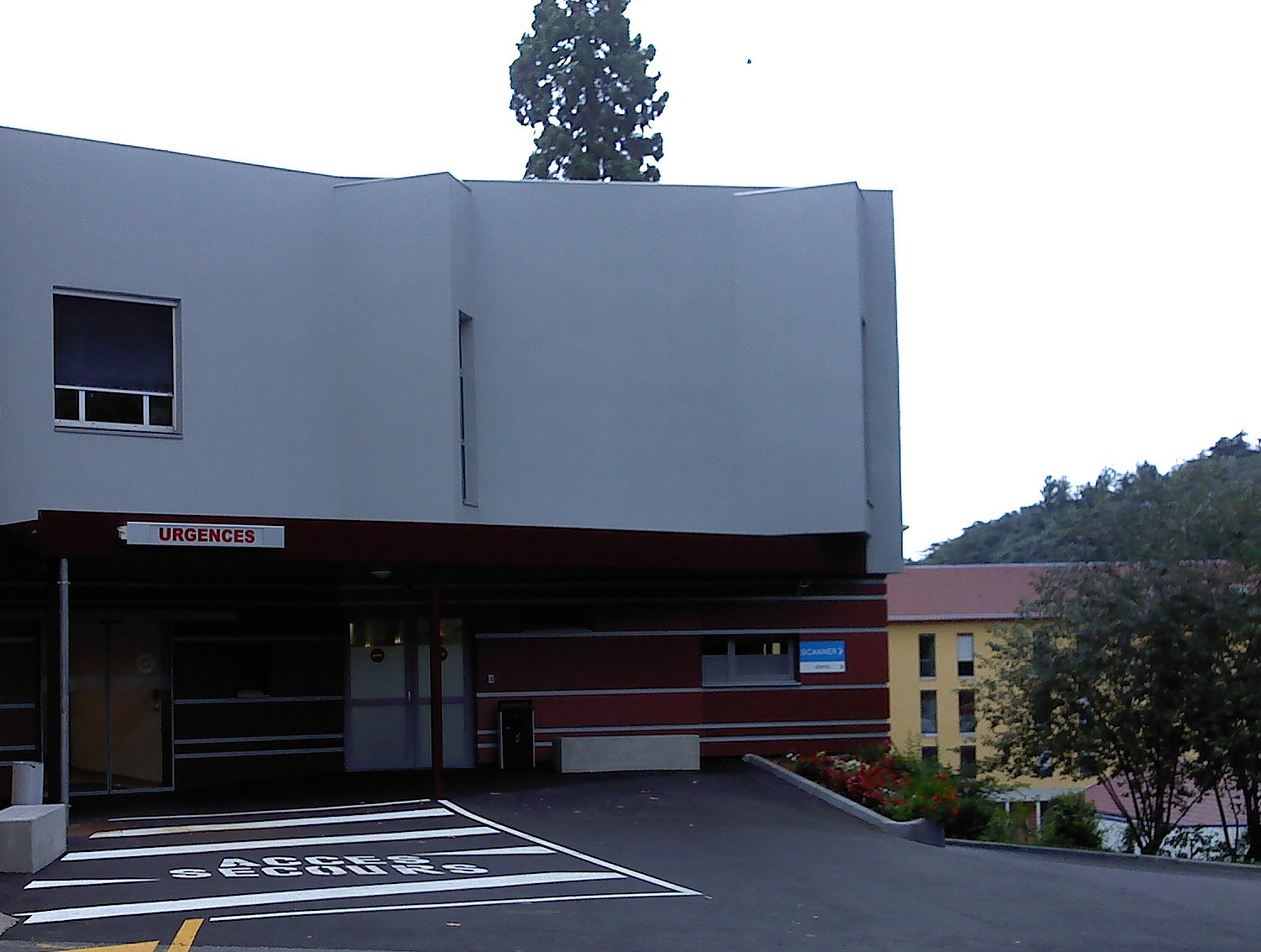
Nouveau service des Urgences de Tarare rouvert depuis fin août 2012

### Identité visuelle (logo)

Ancien logo du centre hospitalier de Tarare avant la création de l'Hôpital Nord-Ouest.
L'Hôpital Nord-Ouest (Centre hospitalier de Tarare).

## Centre hospitalier de Villefranche
Le Centre hospitalier de Villefranche est un établissement de santé français construit sur la commune de Gleizé dans le Rhône.
C'est un établissement monobloc de type « Duquesne » bâti sur un terrain de 16 hectares, situé au nord-ouest du centre urbain de Villefranche-sur-Saône.
Outre le Centre hospitalier, on trouve également sur le site :
- un bâtiment abritant l'IRM (imagerie par résonance magnétique) géré par un GIE qui regroupe le Centre hospitalier et des médecins libéraux ;
- un centre de dialyse ATIRRA (Aide au traitement de l'insuffisance rénale en Rhône-Alpes)
- une unité d'auto-dialyse AURAL (Association pour l'utilisation du rein artificiel Lyon), association entre un établissement public et une société privée
- un Institut de formation en soins infirmiers (IFSI).

La résidence Pierre de Beaujeu (unité de soins de longue durée) se trouve dans le centre-ville de la commune de Villefranche-sur-Saône.
L'ancienne résidence du château du loup située dernière l'hôpital Nord Ouest Villefranche est en cours de rachat par la CHT pour rassembler les sites de Pierre de Beaujeu et d'Alix qui seront par la suite vendus.

## Centre hospitalier de Saint-Cyr-au-Mont-d'Or
Le centre hospitalier de Saint-Cyr-au-Mont-d'Or est un centre hospitalier spécialisé public situé dans le quartier de La Chaux.
le CH de Saint-Cyr au Mont d’or a été créé en 1972 et sa capacité est de 350 lits et places.
Organisé en secteurs géographiques, il dispose de deux pôles de psychiatrie adultes répartis sur le territoire métropolitain, d’une part, et le territoire de département du Rhône, d’autre part. Un pôle d’activité à vocation transversale rassemble notamment l’unité d’hospitalisation de courte durée (UHCD), le service de régulation, la médecine générale, la pharmacie, l’unité de réhabilitation psychosociale et le département d’information médicale. Un pôle unique de Pédopsychiatrie complètent le dispositif depuis le 1er janvier 2018.
La prise en charge des patients est assurée par des équipes pluridisciplinaires: Psychiatre, Psychologue, Infirmier de secteur psychiatrique, Assistants sociaux, Éducateurs spécialisés, Aides-soignants, Rééducateurs, Psychomotriciens et Orthophonistes dans les unités pour enfants. Des prestations de nature différente peuvent être proposées : Art-thérapie, Musicothérapie, Sport, Soins esthétiques, Diététique, en fonction de l’indication médicale.
Le Centre Hospitalier est présent pour assurer la prise en charge psychiatrique des personnes détenues à la Maison d'arrêt de Villefranche-sur-Saône par l’intermédiaire de son Unité en Soins Ambulatoires (USA).
Le CH dispose d’une Maison des Usagers, un espace ressource et citoyen à l'hôpital.
Trait d’union entre l’hospitalisation et le monde extérieur, la Maison Des Usagers accueille dans un cadre convivial, du lundi au samedi de 14 h à 17 h 30 et le dimanche de 14 h à 17 h 00, les patients et leurs familles.
Des chargés d’accueil assurent un dispositif complet où les associations d’usagers de la Santé mentale sont parties prenantes.
Située au rez-de-chaussée du Pavillon des Cèdres, la Maison Des Usagers regroupe dans un lieu unique et neutre, un café, un salon des familles et propose divers services (bibliothèque, presse, internet, laverie automatique et un salon de coiffure). Une exposition permanente des œuvres de patients et un jardin fleuri agrémentent cet espace.

Dans le respect de l’anonymat et sans rendez-vous, les associations d’usagers et de familles, les Groupes d’Entraide Mutuelle, les associations d’aide et d’accompagnement à la vie sociale assurent une permanence et proposent un accueil, une écoute et des informations pour les personnes ayant de questions sur la compréhension de la maladie et le processus de soins, sur les droits des usagers et les questions de Santé publique, sur les dispositifs de soutien et d’accompagnement.

## Centre hospitalier de Trévoux
Le centre hospitalier de Trévoux est un établissement hospitalier orienté sur la gériatrie. Il gère également la maison de retraite de Reyrieux.
Ce centre hospitalier de proximité appartient au Groupement Hospitalier de Territoire Rhône Nord Beaujolais Dombes.
L’établissement accueille des services de courts séjours (médical, Oncologique et Gériatrique), une unité de soins palliatifs, des services de soins de suite et réadaptation oncologique, polyvalent et gériatrique. L’EHPAD  (Établissement d'hébergement pour personnes âgées dépendantes) et l’USLD (Unité de Soins de Longue Durée) Clairval à Reyrieux.
Capacité d’accueil :
- Court séjour médical : 22 lits
- Court séjour Oncologique : 3 lits
- Court séjour Gériatrique : 24 lits
- Unité de soins palliatifs : 10 lits
- SSR Oncologique : 15 lits
- SSR polyvalent : 20 lits
- SSR Gériatrique : 34 lits
- EHPAD : 182 lits
- USLD : 30 lits

Le plateau technique se compose d’une salle de radiologie permettant la réalisation de radiographies et d’échographies et d’évaluation cardiaque. Il est également possible de bénéficier de consultations : 
- D'Endocrinologie
- Mémoire
- De Pneumologie
- De Psychiatrie
- De Doppler artério-veineux
- De l’avis éclairé d’un Infectiologue en partenariat avec le centre hospitalier de Villefranche

## Centre hospitalier de Grandris
L’Hôpital de Grandris a été fondé, par décret du Président de la République Jules Grévy, en 1882 à la suite d'un legs privé à la commune en 1872.
En 2002 l’Hôpital Local de Grandris a fusionné avec la Maison de Retraite Jean Combet de Létra .
Ces dernières années, il était nécessaire de réaliser un projet architectural afin de centraliser l’activité sur le site unique de Grandris et fermer le site de Létra, projet  qui a abouti en Octobre 2014.
L’Hôpital a adhéré depuis le 1er juillet 2016 au Groupement hospitalier de territoire (GHT) Rhône Nord-Beaujolais –Dombes . Il est depuis le 01/01/2017, passé en direction commune avec l’Hôpital Nord-Ouest.